# Pterostichus niger
Pterostichus niger es una especie de escarabajo terrestre del género Pterostichus, categorizada en la tribu Pterostichini, de la subfamilia Harpalinae. Fue descrita por Schaller en 1783.

## Distribución
Se distribuye por Irlanda, Gran Bretaña, Dinamarca, Noruega, Suecia, Finlandia, Francia, Bélgica, Países Bajos, Alemania, Suiza, Austria, Chequia, Eslovaquia, Hungría, Polonia, Estonia, Letonia, Lituania, Bielorrusia, Ucrania, España, Italia, Eslovenia, Croacia, Bosnia y Herzegovina, Macedonia del Norte, Albania, Grecia, Bulgaria, Rumania, Moldavia, Turquía, Irán, Georgia, Armenia, Azerbaiyán, Kazajistán, Uzbekistán, Kirguistán, Tayikistán, China, Rusia y Mongolia.